# Кошелёк (журнал)
«Кошелёк» — русский художественный сатирический журнал, издававшийся в 1774 году Н. И. Новиковым. После его закрытия (по одной из версий, по требованию французского посла) сатирическая журналистика в России прервалась на длительный срок.

## История
Журнал издавался с 8 июля по 2 сентября 1774 года и оказался последним из сатирических журналов Новикова. После закрытия «Живописца» издатель обратился к крупнейшему своему проекту — «Древней российской вивлиофике» — многотомному изданию исторических источников. С одной стороны, оно подтверждало лояльность Новикова к верховной власти и позволяло реализовать его собственную программу патриотического воспитания российской элиты. Издание нового журнала, несомненно, было связано с «Вивлиофикой»: в «Предисловии к читателю», помещенном в первой части многотомника, Новиков чётко поставил вопрос об издании нового журнала в связи с «заражённостью Франциею» известной части общества.
В архиве Г. В. Козицкого сохранилось письмо Николая Новикова от 8 июня 1774 года, содержащего просьбу поднести Екатерине II первый лист «еженедельного сочинения, вновь выходящего». Из контекста следует, что новое издание было предпринято без ведома императрицы, что и объясняло причину письма: «угодны ли сии листы» Екатерине. По-видимому, одобрение так и не было получено, поэтому издание прервалось, едва начавшись. Это был четвёртый и последний журнал Н. И. Новикова. В 1830-е годы М. Н. Макаров выдвинул версию, что антифранцузская направленность журнала вызвала неудовольствие посла Франции, что и стало главной причиной закрытия «Кошелька». П. Н. Берков считал это весьма вероятным. Издание прервалось на девятом «листе», сведений о тираже журнала не сохранилось.

## Содержание
Название журнала содержало каламбур: в языке XVIII века слово «кошелёк» означало не только портмоне, но и сетку, надеваемую на косу, которую носили в свете мужчины-дворяне, а также чиновники и солдаты. Издатель в статье «Вместо предисловия» упоминал о «превращении русского кошелька во французской». То есть «Кошелёк» для Новикова — символ всей внешней стороны французской цивилизации; тогда как «русский кошелек» — те старинные добродетели, которые были отданы за «французский кошелек». Это прямо соотносится с содержанием «Древней российской вивлиофики».
Явная антифранцузская направленность издания носила внешний характер: осмеивая новомодные светские веяния и экономические теории, Н. Новиков и его друзья выказывали полнейшее уважением вольтерьянству и руссоизму. В «Кошельке» Новиков выражал полное сочувствие и уважение европейской науке и через образ немецкого профессора излагал собственные взгляды. Профессор уличил французского проходимца-парикмахера (обрабатывающего голову с внешней стороны), выдающего себя за шевалье, в полнейшем невежестве. Поверхностная галломания не оттолкнула русских просветителей от французской культуры как таковой. Впрочем, обещанных издателем крупных статей с последовательным изложением его идей не пропустила цензура. Нумерация страниц всех девяти выпусков («листов») была непрерывной, и оказывается, что за страницей 112 (конец седьмого листа) следовала сразу 129-я, то есть выпал целый лист. После запрещения цензурой этого листа Новиков, чтобы не нарушать общего счёта номеров журнала, назвал следующий снова восьмым, но сохранил нумерацию выпущенных страниц. Вероятно, этот лист содержал дважды анонсированный «ответ на письмо защитника французов».
В состав «Кошелька» была включена комедия «Народное игрище», выражавшая крепостническую идеологию. Во время издания журнала уже в полную силу бушевало пугачёвское восстание, и «урок злонравным дворянам, но методами не сатиры, а идиллии», был предписан издателю свыше. Выдвигались версии, что авторами комедии могли быть княгиня Е. Р. Дашкова или Д. В. Волков, написавший комедию «Воспитание» (1774), в любом случае они входили в придворные круги. В девятом листе «Кошелька» была помещена «Ода России» начинающего писателя Аполлоса (Байбакова), впоследствии ставшего известным своими «Правилами пиитическими». Ода была посвящена «истреблению турецкого флота» и взятию крепости Бендеры в 1770 году.

## Издания
- Кошелек, сатирический журнал Н. И. Новикова. 1774 / Издание А. Афанасьева. — М. : В тип. С. Селивановского, 1858. — 141 с.
- Кошелек. Еженедельный журнал Н. И. Новикова : Воспроизведение издания 1774 года. — СПб. : Издание А. С. Суворина, 1900. — 89 с. — (Дешевая библиотека; 329).
- Новиков Н. И. Кошелек // Избранные произведения. — М.; Л. : Гослитиздат, 1951. — С. 75—93.
- Сатирические журналы Н. И. Новикова : Трутень, 1769—1770. Пустомеля, 1770. Живописец, 1772—1773. Кошелек, 1774 / ред., вступит. ст. и коммент. П. Н. Беркова. — М.—Л. : Изд-во Акад. наук СССР, 1951. — 616 с.